# Decoding
|  | Denne artikel er oprettet af botten Steenthbot ud fra en ekstern database. Den kan derfor have sproglige fejl eller mangler. Denne skabelon kan fjernes efter kontrol af indholdet. |

Decoding er en dansk dokumentarfilm fra 2010 instrueret af Torben Glarbo.

## Handling
Hvordan skaber man egentlig dans? Filminstruktøren Torben Glarbo har fulgt Tim Rushton og Dansk Danseteater under prøverne på danseforestillingen Enigma. Det har resulteret i en indsigtsfuld og bevægende film.

## Medvirkende
- Tim Rushtons